# 欽琼特佩克火山

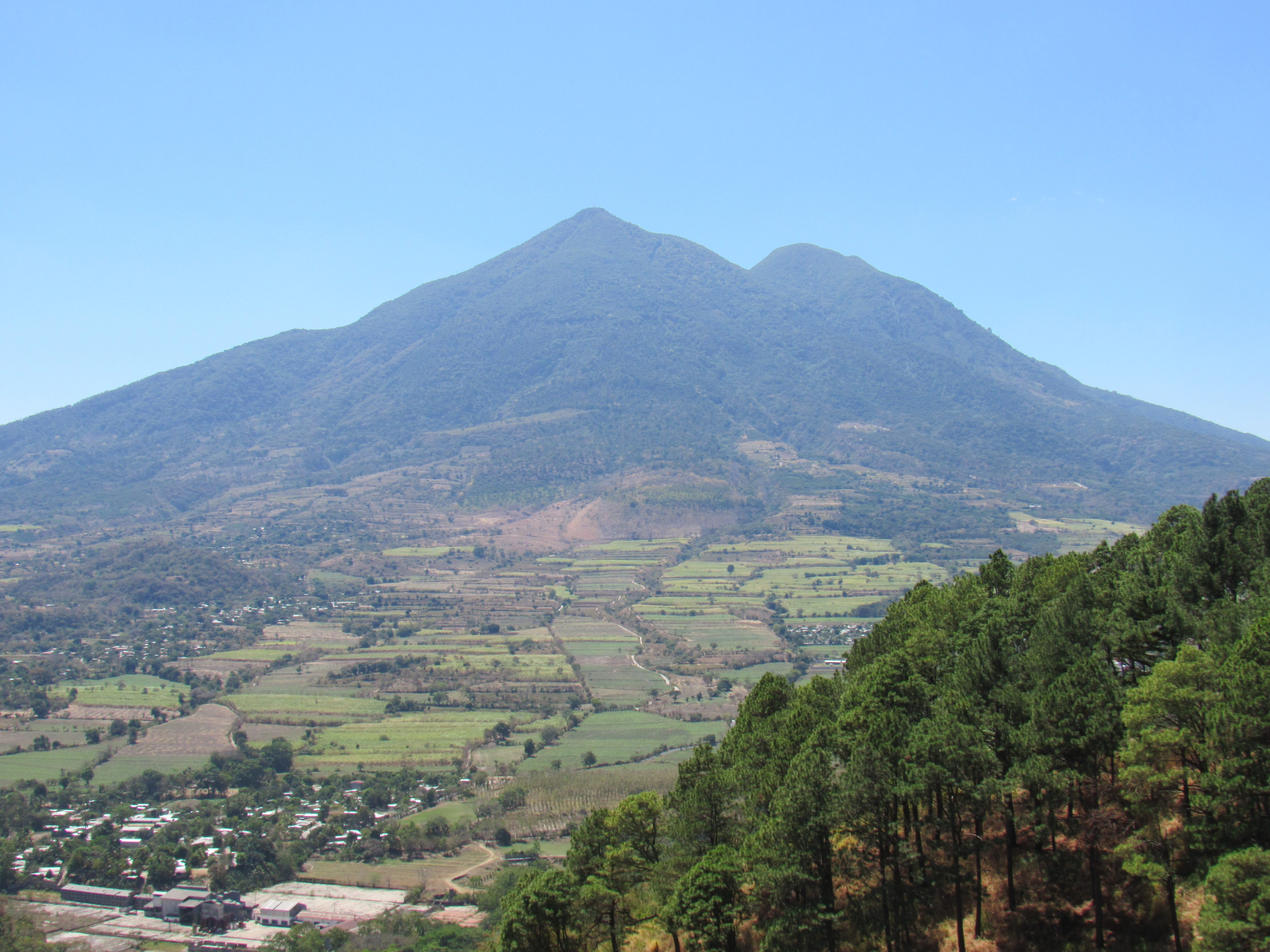

欽琼特佩克火山（英語：Chichontepec，或 San Vicente）是薩爾瓦多的火山，位於該國中部拉巴斯省和聖維森特省，距離首都聖薩爾瓦多約60公里，海拔高度2,182米。